# Mortimer R. Proctor

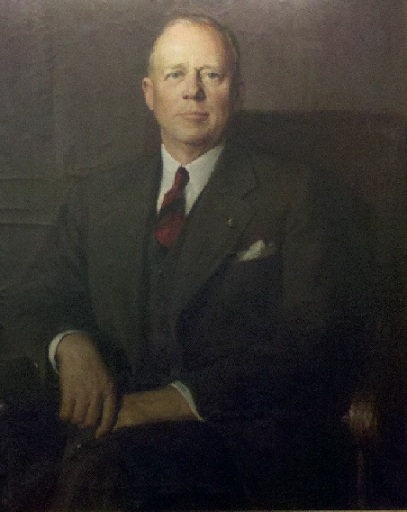
Mortimer Robinson Proctor

Mortimer Robinson Proctor (* 30. Mai 1889 in Proctor, Vermont; † 28. April 1968 ebenda) war ein US-amerikanischer Politiker und von 1945 bis 1947 Gouverneur des Bundesstaates Vermont.

## Frühe Jahre und politischer Aufstieg
Mortimer Proctor war Mitglied einer prominenten Politikerfamilie in Vermont. Sowohl sein Großvater Redfield, als auch sein Vater Fletcher und sein Onkel Redfield Jr. waren Gouverneure von Vermont. Mortimer besuchte bis 1912 die Yale University. Danach arbeitete er in dem von seinem Großvater gegründeten Familienunternehmen, der Vermont Marble Company. Dort brachte er es bis zum Vizepräsidenten. Er war außerdem Direktor bei der Vermont Mutual Insurance Company und Vizepräsident der Proctor Trust Company. Während des Ersten Weltkriegs war er als Leutnant der US-Armee in Frankreich eingesetzt.
Entsprechend der Familientradition wurde auch Mortimer Proctor Mitglied der Republikanischen Partei. Nachdem er verschiedene Ämter in der Stadt Proctor ausgeübt hatte, war er zwischen 1933 und 1939 Abgeordneter im Repräsentantenhaus von Vermont. Von 1937 bis 1939 war er dessen Präsident. Zwischen 1933 und 1935 gehörte er außerdem der Bildungskommission seines Staates an. Von 1939 bis 1941 war er Mitglied im Staatssenat. Im Jahr 1940 wurde Proctor zum neuen Vizegouverneur seines Staates gewählt. In dieser Funktion war er von 1941 bis 1945 Vertreter von Gouverneur William Henry Wills, zu dessen Nachfolger er im Jahr 1944 gegen den Demokraten Ernest H. Bailey gewählt wurde.

## Gouverneur von Vermont
Mortimer Proctor trat sein neues Amt am 4. Januar 1945 an. In seine zweijährige Regierungszeit fällt das Ende des Zweiten Weltkriegs. Auch in Vermont musste die Industrieproduktion wieder auf den zivilen Bedarf zurückgefahren werden. Die heimkehrenden Soldaten mussten wieder in die Gesellschaft eingegliedert und die Invaliden sowie die Hinterbliebenen der Toten versorgt werden. Neben diesen kriegsbedingten Vorgängen wurde in Vermont der Mindestlohn für Lehrer angehoben und die Renten erhöht. Proctor reformierte auch die Verwaltung und gründete mit der „Commission of State Government and Finance“ eine neue Behörde. In seiner Amtszeit wurde die Staatsverschuldung deutlich verringert. Trotzdem unterlag er 1946 innerhalb seiner Partei gegen Ernest William Gibson, der dann statt seiner zum neuen Gouverneur von Vermont gewählt wurde.
Nach dem Ende seiner Gouverneurszeit widmete sich Mortimer Proctor wieder seinen umfangreichen geschäftlichen Aktivitäten. Er gründete auch eine Benefizgesellschaft, die in der Stadt Proctor kulturelle Projekte förderte. Außerdem veröffentlichte er einige Bücher. Mortimer Proctor starb im April 1968. Er war viermal verheiratet und hatte einen Sohn.